# Формализм (искусство)

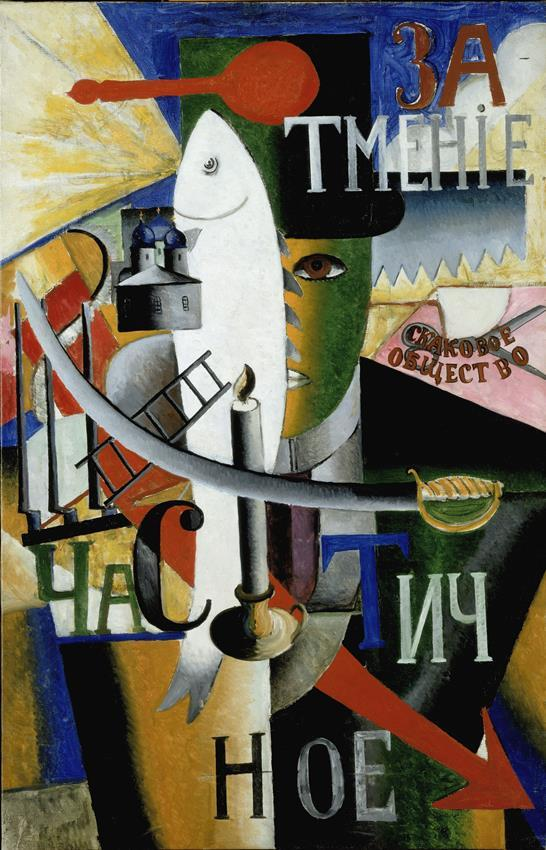
Казимир Малевич, Англичанин в Москве, 1914 г.

Формали́зм (от фр. formalisme) — концепция в теории искусства, согласно которой художественная ценность произведения искусства всецело зависит от его формы, то есть от способа изготовления, наблюдаемых аспектов и среды, в которой оно помещено. В изобразительном искусстве формализм делает акцент на элементах композиции, таких как цвет, линия, изгибы, текстура, в то время как реализм подчёркивает контекст и содержание. Крайней степенью формализма является мысль о сосредоточении всего необходимого для произведения в нём самом и абстрагирование от какого бы то ни было контекста, в том числе от причин создания данного произведения, исторического контекста, обстоятельств жизни создателя и т. д.

## Обзор истории развития формализма
Философское содержание формализма восходит к Платону, который заявлял, что эйдос (форма) вещей включает в себя и их восприятие, в том числе те чувственные аспекты вещи, которые осознает публика. В частности, Платон учил, что форма включает в себя элементы представления о ней и мимесиса (имитации), поскольку сама вещь при её созерцании не переходит в сознание наблюдателя и не удваивается. Платон даже верил, что вещам присуща способность вводить человека в заблуждение.
В 1890 году художник-постимпрессионист Морис Дени в статье «Определение неотрадиционализма» писал, что живописное полотно в сущности есть не что иное как «плоская поверхность, в определённом порядке покрытая красками». Дени также заявлял, что наслаждение доставляет не столько изображаемый предмет, сколько сам по себе процесс его изображения в живописи, скульптуре или просто рисовании.
Идеи Дени привлекли внимание многих художников и теоретиков искусства, в частности, одного из членов группы Блумсбери писателя Клайва Белла, который в своей книге об искусстве (1914 г.) заявлял, что существует разница между истинной формой предмета и его «значимой формой». С точки зрения Белла, распознавание изображенного предмета не столь важно для искусства, сколько выявление его «значимой формы» или скрытой внутренней природы. По сути Белл возвращался к идеям Аристотеля о форме и видах. Для Аристотеля было, например, не столь важно, является ли данное животное собакой, важнее различать, является ли оно далматинцем или ирландским волкодавом. Развивая этот образ мышления, Белл призывал художников использовать изобразительные средства для раскрытия сущности вещей (их «значимой формы»), а не гнаться за простым внешним сходством.
Концепция формализма в XX веке продолжала развиваться. Часть критиков продолжала настаивать на возвращении к платоновскому определению формы как сочетания элементов, создающих ложное представление о вещи и моделируемых сознанием и искусством. Другие критики считали, что элементы все же должны создавать некоторое представление об «истинной форме», третьи — что возможно и то, и другое. Позже идеи формализма развивали европейские структуралисты. Они также считали, что «настоящее» искусство может выражать только сущность предмета, либо его онтологическую и метафизическую природу. Но они фокусировались на идее, которую несет в себе произведение искусства. Если формалисты манипулировали элементами в среде, структуралисты создавали саму среду и превращали контекст в элемент работы художника. В то время как формалисты были сосредоточены на эстетическом опыте, структуралисты ставили себе целью передачу смысла. Начало развития «грамматики» структурализма восходит к работам Марселя Дюшана.
В художественной критике середины XX века структурой и структурализмом стали называть преимущественно новую концепцию искусства, согласно которой структура произведения скрывает (или наоборот, вскрывает) тайный смысл, зашифрованный под внешней оболочкой. Однако структуралисты заявляли также, что собственные мыслительные процессы, социальные предрассудки и притягательность искусства для личности важнее, чем сущность или идеальная природа предмета. Знание и опыт накапливаются в ходе общения и размышлений, и предмет искусства всегда рассматривается через призму этих процессов. В результате слово «структура» все чаще стали употреблять в том же смысле и вместо термина «форма».
В 1939 году американский теоретик современного искусства Клемент Гринберг пришёл к мысли, что представление о произведении искусства не столь важно по сравнению с его «внутренней идентичностью». Эта мысль привела Гринберга к выводу о том, что искусство в чистом виде — это абстракция. Он также считал, что импрессионизм затуманивал границы между формами, что приводит к путанице и отсутствию чистоты в стремлениях художника. Определение произведения искусства через «художественную форму» или «среду» позволяет сосредоточить усилия на природе этой «среды» и позволяет отделить произведение от автора, оценивая только его собственное содержание. Его статья «Авангард и кич» содержит и объяснение причин преследования искусства авангарда всеми тоталитарными режимами:

«Там, где сегодня политическими режимами вменяется официальная культурная политика, это делается из демагогических соображений. Если в Германии, Италии и России китч является официальной культурной тенденцией, то это происходит не потому, что правительства этих стран находятся под контролем филистеров, но потому, что в этих странах культура масс — это китч. Поощрение китча — всего лишь ещё один из необременительных способов, которыми тоталитарные режимы стремятся снискать расположение своих подданных. Поскольку режимы эти не могут повысить культурный уровень масс — даже если бы и захотели, — иначе как капитулировав перед международным социализмом, они вынуждены уступать массам, низводя культуру до их уровня. Именно по этой причине авангард и оказался объявленным вне закона. … В сущности, с точки зрения фашистов и сталинистов, главная беда авангардного искусства и литературы состоит не в их чрезмерной критичности, а в том, что они слишком „невинны“, что через них слишком трудно закачивать эффективную пропаганду, что китч более пригоден для этой цели. Китч поддерживает более тесный контакт диктатора с „душой“ народа. Если бы официальная культура превосходила общий массовый уровень, возникла бы опасность изоляции режима».

Это преследование у различных тоталитарных режимов происходило под разными лозунгами и наименованиями. В СССР и в послевоенных странах социалистического лагеря оно свелось к двум взаимодополняющим компаниями борьбы: с «буржуазным формализмом» и с «безродными космополитами». В Германии всё происходило под лозунгом борьбы с «культурбольшевизмом», который, в свою очередь, подразделялся на несколько видов по направлениям искусства и культуры.